# Ortasjön
Ortasjön (italienska: Lago d'Orta) är en insjö i Piemonte i nordvästra Italien. Sjön är 18,2 km2 stor och därmed Italiens tionde största. Den avvattnas av Nigoglia som ingår i Pos avrinningsområde. 
I sjöns norra ända ligger staden Omegna och i dess södra Gozzano. På en halvö utmed sjöns östkust ligger den pittoreska Orta San Giulio, utsedd till en av Italiens vackraste byar. Utanför Orta San Giulio ligger sjöns enda ö, Isola di San Giulio. På ön är 1100-tals kyrkan Basilica di San Giulio och sedan 1976 ett benediktinkloster belägna.  
Ortasjön ligger väster om Lago Maggiore och är tillsammans med denna sjö uppsatt på Italiens tentativa världsarvslista. Det första Europamästerskapen i rodd ägde rum på Ortasjön 1893.  

## Karta

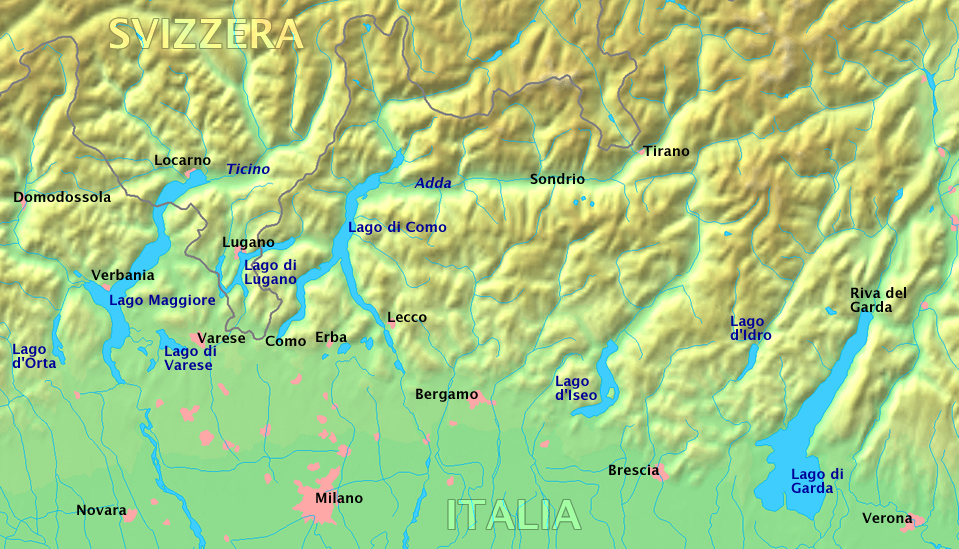
Kartan visar Ortasjöns västliga läge i förhållande till andra norditalienska sjöar.